# Символ (логіка)

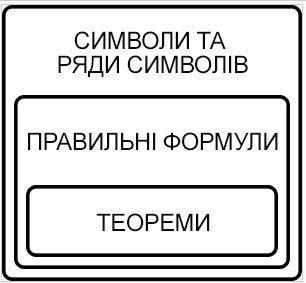
На цій діаграмі показані Синтаксис(логіка), які можуть бути побудовані з формальних мов. Символи і рядки символів можуть бути умовно розділені на ті, що не мають сенсу і на добре сформовані формули. Формальну мову можна розглядати, як тотожну набору його добре сформованих формул. Набір правильних формул можна умовно розділити на теореми і не-теореми.

Логічний символ — це фундаментальне поняття логіки, його символами можуть бути позначки або конфігурація знаків, що утворюють певний візерунок. Хоча термін «символ», у загальному вживанні, іноді належить до символізації, а іноді до позначок на аркуші паперу або на дошці, які використовуються для висловлення цієї ідеї; у формальних мовах, що вивчаються у математиці і логіці, термін «символ» належить до ідеї, а позначки — це обміркований спосіб застосування символу. У логіці символи використовуються для ілюстрації ідеї.

## Загальне уявлення
Символи формальної мови не обов'язково повинні бути символами чого-небудь. Наприклад, існують логічні константи, які не належать до будь-якої ідеї, а скоріше служать формою пунктуації у мові (наприклад, круглі дужки). Символи формальної мови повинні бути спроможні конкретизуватися без будь-якого посилання на будь-яке їх тлумачення.
Символ або ряд символів може містити добре сформовану формулу, якщо вона узгоджується з правилами формування мови.
У формальній системі символ може використовуватися як маркер у формальних операціях. Набір формальних символів у формальній мові називається алфавітом (отже, кожен символ може назватися «буквою»).
Формальним символом, що використовуються у логіці першого порядку, може бути змінна (елемент базової множини), константа, функція (відображення для іншого елементу області) або предикат (відображення істина/хибність).
Формальні символи зазвичай розглядаються як чисто синтаксичні структури, складені в більші структури з використанням формальної граматики, хоча іноді вони можуть бути пов'язані з інтерпретацією або моделлю (формальна семантика).

## Чи можуть слова бути змодельовані як формальні символи?
Перехід до перегляду одиниць природної мови (наприклад, англійської), як формальних символів, було запроваджено Ноам Чомскі (саме ця робота привела до ієрархії Чомскі в формальних мовах). Генеративно граматична модель розглядала синтаксис як автономний від семантики. Ґрунтуючись на цих моделях, логік Річард Монтег'ю припустив, що семантика також може бути побудована на основі формальної структури: 
|  | «На мою думку, немає важливої теоретичної різниці між природними мовами і штучними мовами логіків; насправді, я вважаю можливим осмислити синтаксис і семантику обох видів мови в межах однієї природної і математично точної теорії. У цьому питанні я не згоден з низкою філософів, але згоден, як мені здається, з Чомскі і його однодумцями» . |

Це філософська передумова, що лежить в основі граматики Монтег'ю.
Однак, ця спроба ототожнити лінгвістичні символи з формальними символами була широко оскаржена, особливо в традиції когнітивної лінгвістики, такими філософами, як Стівен Гарнад і лінгвістами як Джордж Лакофф і Роналд Лангакер.